# Ein starkes Team: Abgetaucht
Abgetaucht ist ein deutscher Fernsehfilm von Roland Suso Richter aus dem Jahr 2020. Es handelt sich um die 80. Folge der Krimiserie Ein starkes Team mit Florian Martens als Otto Garber und Stefanie Stappenbeck als Linett Wachow in den Hauptrollen der Ermittler. Die Episode stellt die Jubiläumsfolge zum 25-jährigen Bestehen der Reihe dar. Für Linett Wachow ist es ihr sechzehnter Einsatz an der Seite von Otto Garber, der von Beginn an durchgehend in der Reihe spielt. Die Haupt-Gaststars dieser Folge sind Fabian Busch, Julia Hartmann, Julia Richter, Gabriel Raab sowie in einer Gastrolle Ursula Werner.

## Handlung
Bei Kriminalhauptkommissarin Linett Wachow werden Erinnerungen wach, als ihr Jugendfreund Stefan, den sie seit Jahren aus den Augen verloren hat, überraschend vor ihrer Tür steht. Die Freude währt nur kurz, denn Wachow wird zu einem Tatort gerufen. Der Anwalt Richard Siebert wurde tot im Tauchbecken einer öffentlichen Sauna aufgefunden. Ganz offensichtlich war Gewalt im Spiel. Ein Stefan Kopp ist der Hauptverdächtige. Er hatte nach Aussage von Zeugen die Sauna gemeinsam mit Siebert besucht. Als Wachow den Personalbogen Kopps sieht, erkennt sie auf dem Bild ihren Jugendfreund Stefan Hohl. Er hat nach der Scheidung den Namen seiner Frau behalten. Seit seinem Besuch bei der Kommissarin ist er wie vom Erdboden verschluckt. Kopp hatte zudem ein klares Motiv für die Tat: Siebert arbeitete als Anwalt für Kopps Haupt-Arbeitgeber Lucas Diensberg, Eigentümer einer Immobilienfirma, und dieser hat Kopp auf Betreiben von Siebert fristlos entlassen. 
Allerdings zeigt sich im Laufe der Ermittlungen, dass auch andere Personen als Täter in Frage kommen, denn Siebert konnte sich über einen Mangel an Feinden nicht beklagen. Der Taxifahrer Gerald Brotschneider hat durch Siebert ein Vermögen verloren und war nachweislich zur Tatzeit in der Nähe der Sauna. Außerdem sind die rücksichtslosen Methoden berüchtigt, mit denen Lucas Diensberg mit Sieberts juristischer Hilfe Mieter aus seinen Renovierungsobjekten herausdrängte. Die letzte Mieterin eines solchen Objekts, die Rentnerin Waltraud Möbius, stirbt dann auch prompt durch eine ungeklärte Gasexplosion. 
Dann erhält Wachow einen Anruf vom flüchtigen Stefan Kopp. Dieser berichtet ihr, dass Lucas Diensberg Kontakte zur Mafia unterhalte und die alteingesessene Immobilienfirma seines Schwiegervaters in erster Linie nutze, um illegales Geld der Mafia zu waschen. Wachow sagt zu, sich mit ihm in der Wohnung seiner getrennt lebenden Frau zu treffen, wo er ihr die entsprechenden Beweise vorlegen will. Dort fällt sie dann ebenso wie Kopp Diensbergs Handlangern in die Hände, die beide entführen, um so an die von Stefan Kopp gesammelten Beweise zu gelangen.
Garber und sein Kollege Sebastian Klöckner gehen davon aus, dass Kopp Wachow entführt hat, als sie Blutflecken und ihr zertrümmertes Handy finden. Inzwischen wurde festgestellt, dass die Firma Diensberg vor zwei Jahren auf Bettina Diensberg und ihren Mann Lucas Tremante umgeschrieben wurde. Außerdem gibt es eine Fahndung von Interpol nach einem Antonio Tremante, einem der führenden Köpfe der kalabrischen ’Ndrangheta. Dienststellenleiter Lothar Reddemann meint, es sei bekannt, dass die italienische Mafia schon seit einiger Zeit auf dem deutschen Immobilienmarkt aktiv sei. Es sehe so aus, als werde bei der Firma Diensberg Geld aus Einnahmen des Drogenhandels, der Schutzgelderpressung und des illegalen Glücksspiels gewaschen.
Kopp und Wachow kommen während ihrer Zeit im Keller, in den sie eingesperrt wurden, ins Gespräch. Wachow meint, sie sei sicher, dass er auch etwas vom Kuchen habe abhaben wollen. Siebert gibt zu, eine Beteiligung ausgehandelt zu haben. Dann habe er jedoch rein zufällig ein Telefonat mitgehört, in dem der Anwalt Tremante-Diensberg aufgefordert habe, dafür zu sorgen, dass er für immer schweige. Daraufhin habe er rot gesehen und verhindert, dass Siebert das Tauchbecken verlassen könne. Er habe ihn nicht umgebracht. Er habe ihn einfach nicht gerettet. Das sei doch Notwehr, denn Siebert habe ihn umbringen lassen wollen. Er habe sich in dem Moment auch nicht schuldig gefühlt. Sein Geständnis wird unterbrochen, als beide Gas riechen und ihnen klar ist, was das bedeuten kann. Sie stehen Todesängste aus. In letzter Minute können Wachows Kollege Otto Garber und die Kollegen vom SEK die beiden retten. Tremantes Helfer werden festgenommen, ebenso wie er selbst, die Immobilienfirma wird durchsucht. Reddemann meint zu Bettina Diensberg, die völlig entgeistert ist und von all dem nichts wusste, sie solle sich einmal Gedanken darüber machen, ob ihr Mann nicht eher an ihrer Firma als an ihr selbst interessiert gewesen sei. 

## Produktion

### Produktionsnotizen
Die Dreharbeiten für den von der UFA Fiction GmbH produzierten Film Abgetaucht erstreckten sich unter dem Arbeitstitel Seitenwechsel über den Zeitraum 12. Februar bis zum 12. März 2019 und fanden in Berlin und Umgebung statt. Ab 3. Januar 2020 stand der Film vorab in der ZDFmediathek zur Verfügung. 

### Drehorte (Auswahl), Veröffentlichung
- Die Sauna ist in der Lützowstraße 106
- Stefan Kopp wohnte in der Bellermannstraße 68
- Die Firma Diensberg und die Kanzlei Siebert waren im Postbank-Hochhaus am Halleschen Ufer 60
- Kerstin Kopp wohnte Am Lokdepot 9
- Linett Wachows Wohnung war in der Gitschiner Straße 14
- Das Abbruchgebäude ist das Hinterhaus in der Herzbergstraße 127

Die Erstausstrahlung des Films im ZDF erfolgte am 4. Januar 2020.

## Rezeption

### Einschaltquote
Bei seiner Erstausstrahlung im ZDF wurde der Krimi von 7,04 Mio. Zuschauern gesehen, was einem Marktanteil von 21,5 % entsprach.

### Kritik
TV Spielfilm zeigte mit dem Daumen zur Seite, gab für Anspruch, Action und Spannung je einen von drei möglichen Punkten und kritisierte, dass „Skriptmängel“ die Fragen, ob Otto sich „von der Pathologin zum Opernbesuch überreden“ lasse und „der Chef die gefühlt im Minutentakt angedrohte Suspendierung Linetts irgendwann auch noch“ aussprechen werde, „fast spannender als die Tätersuche“ erscheinen lasse. Fazit: „Gute Stars. Der Plot überzeugt nicht ganz.“
Tilmann P. Gangloff bewertete den Film auf der Seite tittelbach.tv, gab ihm vier von sechs möglichen Sternen und führte aus, Abgetaucht sei „sehenswert, aber nicht herausragend“. Der Film erzähle „in den Grundzügen eine ähnliche Geschichte“ wie die 2016 ausgestrahlte Folge Nathalie, die „in Zusammenarbeit von Jürgen Pomorin (Buch) und Roland Suso Richter (Regie) entstanden“ sei. „Jubiläumswürdig“ sei „vor allem die Bildgestaltung durch Andrés Marder“. Die „Konstellation“ sei allerdings „weder so brisant noch so emotional wie bei ‚Nathalie‘“. Zwar sei es „nachvollziehbar, dass Pomorin und Richter nicht schon wieder eine Liebesgeschichte“ hätten erzählen wollen. Dadurch fehle „dem Film jedoch jenes gewisse Etwas, das ‚Nathalie‘ im Rahmen der Reihe“ habe herausragen lassen. Auch den „unvermeidlichen Reviergesprächen“ sei „anzusehen, dass Richter zumindest optisch die gewohnte Routine“ habe vermeiden wollen. „Weder die aufwändige Bildgestaltung noch Gastdarstellerinnen wie Julia Hartmann und Julia Richter“ könnten allerdings „darüber hinwegtäuschen, dass dem Film etwas mehr Spannung nicht geschadet hätte, was allerdings nicht an der sehr präsenten Musik von Chris Bremus“ liege. „Trotzdem“ stelle sich „echer Nervenkitzel nicht mal zum Finale ein, als Wachow und Kopp in Lebensgefahr schweben“.
Martin Seng von Quotenmeter.de meinte, die „Jubiläumsfolge“ habe eine „starke Prämisse“, die sie „über ihre knapp neunzig Minuten auszuweiten“ wisse. Stefanie Stappenbeck zeige auch schauspielerisch, dass sie die Ermittlerin Linett „in einer differenzierten Weise spielen“ könne. „Dennoch“ verliere die Folge „gerade im Mittelteil sehr viel“ von ihrem „anfangs noch zügigen Erzähltempo“. Das habe zur Folge, „dass die Mitte des Krimis eher zäh als unterhaltsam“ sei. Dafür sei „der Charakter Stefan, beziehungsweise dessen Reise, umso interessanter“. Fabian Busch, der ihn verkörpert, wandere dabei „stets auf einem Grad zwischen mitleiderregender und mysteriöser Figur“. So könne sich „das Publikum nie sicher sein, wie es zu dem Charakter stehen soll und [müsse] auf das Finale warten“. Abschließend hieß es: „Die Jubiläumsfolge ist gelungen. Ein spannender Fall mit einem interessanten Charakter, den man verfolgt und das gewohnt sympathische Ermittlerduo. Auch wenn der Humor weniger als in den vorherigen Fällen ist, lohnt sich ‚Ein starkes Team – Abgetaucht‘ definitiv als gelungene Abendunterhaltung.“
Harald Keller nahm sich des Films in der Frankfurter Rundschau an, befasste sich eingangs mit Serien und deren Stand allgemein, bevor er auf die Jubiläumsfolge zu sprechen kam. „Eines der Merkmale der Reihe, die sich oft als Stärke“ erweise, seien „die jeweiligen aktuellen Bezüge“. […] „Kriminalhauptkommissarin Linett Wachow“ werde „von Hauptdarstellerin Stefanie Stappenbeck mit einer sympathischen, im deutschen Fernsehen eher raren Natürlichkeit ausgestattet“, schrieb Keller. „Wie immer“ gebe es „ein paar Humortupfer, die meist dem grantigen Publikumsliebling Otto Garber (Florian Martens) und seinem alten Kumpel Sputnik zugeschrieben“ würden. „Hier erfreulich dezent eingearbeitet, nicht buffonesk ausgestellt.“ […] „Experimentelle Ausschweifungen“ dürfe „man von dieser Reihe auch weiterhin nicht erwarten, wohl hingegen solide Krimikost. Augenscheinlich etwas, was ein Gros des Publikums goutier[e]“.